# Фригийски език
Фригийският език е изчезнал индоевропейски език, говорен от фригийците – древен народ, съставен от тракийски племена, мигрирали от Тракия – поречието на река Струма в Анатолия около 1200 г. пр.н.е.
Според някои хипотези фригийският е близък до древногръцкия, а според други - до тракийския или арменския език.
Фригийският е познат от две групи надписи – старофригийски от около 800 – 600 г. пр.н.е., изписани с фригийска азбука, и новофригийски, от началото на новата ера, изписани с гръцки букви и често двуезични с паралелен текст на старогръцки език. Освен това отделни фригийски думи се цитират с превод от античните автори. След 6 век фригийският език отмира.
От възстановената му структура изглежда, че фригийският е бил типичен индоевропейски език. Съществителните са били изменяни по падежи (поне четири), по родове (три) и по число, а глаголите се спрягали според време, залог, наклонение, лице и число. Ала нито една оригинална дума не е запазена във всичките ѝ форми.
Няколко фригийски думи:[източник? (Поискан днес)]
- βαλήν (balen) – „цар“
- βέδυ (wedy) – „вода“
- βρατερε (bratere) – „брат“
- γέλαFος (gelawos) – „зълва“
- γλούρεος (glureos) – „златен“
- ζέλκια (zelkia) – „зеленчуци“
- ζεμελος (zemelos) – „земен“
- κίμερος (kimeros) – „разум“
- ματαρ (matar) – „майка“
- σι (si) – „този“ (= старобълг. сь, сии)